# 石门大佛寺摩崖造像
石门大佛寺摩崖造像位於重庆市江津区。1956年8月16日公佈為四川省第一批歷史及革命文物保護單位。1980年7月7日重新公佈為四川省第一批文物保護單位。1987年1月23日列為重慶市第二批市級文物保護單位初定名單。2000年9月7日列為第一批重慶市文物保護單位。2013年3月5日列為第七批全國重點文物保護單位。